# Værdipapir
Værdipapirer er en samlebetegnelse for forskellige typer af aftaler, der angiver at man ejer en andel af noget eller har et tilgodehavende eller en rettighed. Som eksempler på værdipapirer kan følgende nævnes:
- Aktier
- Obligation
- Derivat (økonomi), der bl.a. dækker over Future og Option.

Tidligere var værdipapirer fysiske papirer, men i dag er langt de fleste værdipapirer papirløse. Dette er sket med computerens indtog og ofte er værdipapirerne registreret elektronisk eksempelvis i VP Securities (tidligere Værdipapircentralen). Alle aktier noteret på danske børser er elektroniske. Derivater som optioner og swaps omtales ofte som finansielle instrumenter.
De nærmere bestemmelser omkring aftalerne fremgår af værdipapiret. Det kan eksempelvis være aftaler omkring rentesats på et obligationslån eller antal stemmer og stykstørrelse på en aktie.
Værdipapirer kan enten være noteret på en børs eller de kan være unoterede.